# 한국콩연구회
한국콩연구회(Korean Soybean Society)는 콩의 생산 및 가공기술 연구를 통해 대한민국 국민의 건강과 국가경제 발전에 기여할 목적으로 1984년에 설립된 공익단체이다.
1994년, 콩의 원산지 중 하나인 콩에 대한 연구를 목적으로 공익법인의 설립운영에 관한 법률에 의해 사단법인으로 등록 되었다. 이후 여러 분야 전문가들이 참여해 콩과 관련한 학술 자료와 산업발전을 위해 힘 쓰는 등의 활동을 이어가고 있다.